# 東日オフセット
株式会社東日オフセット（とうにち・オフセット）は、毎日新聞グループホールディングス傘下の印刷会社で、青森市にある。
1975年設立。日本初の完全オフセット印刷を完備した日刊新聞の印刷工場として、3月に毎日新聞東京本社発行の青森県・岩手県・秋田県向けの新聞、続いて4月より同じ県に向けたスポーツニッポン新聞東京本社発行の新聞の現地印刷を開始。さらにこの年の12月から聖教新聞、公明新聞の委託受注印刷を開始。当時の毎日新聞社グループにおいては、地方都市で初めてのサテライト工場（現地印刷工場）として設置され、それ以後、全国各地に建設されるサテライト工場建設のモデルケースとなった
その後、新聞印刷技術の向上により、1978年に毎日新聞の連日オール20頁印刷体制が確立、1983年には新型オフセット「ハマダニュークラウナー」を導入することで、24頁建てに。スポニチもこれまで途中経過までしか掲載されなかったナイターの結果を掲載できるように拡充され、1987年にはスポニチのカラー印刷を開始するようになる。1997年にはカラー頁の増強が図られた。
2004年、青森市安方にあった旧工場から、同市野木にある中核工業団地内に印刷工場を移転。タワー型オフセット輪転機を導入し、2007年にはCTPを導入、毎日新聞社主催の「毎日クオリティー大賞」を受賞した。
2008年、地元地方紙・東奥日報と災害時緊急援助協定を締結。2011年の東日本大震災発生時には、余震の影響で東奥日報が毎日・スポニチの援助印刷を行った。

## 印刷する新聞
直営
- 毎日新聞
- スポーツニッポン

委託受注
- 聖教新聞
- 公明新聞

## 関連会社
- 毎日新聞東京本社
- 東日印刷
- 毎日新聞首都圏センター
- 毎日新聞北関東コア